# Malika Kishino

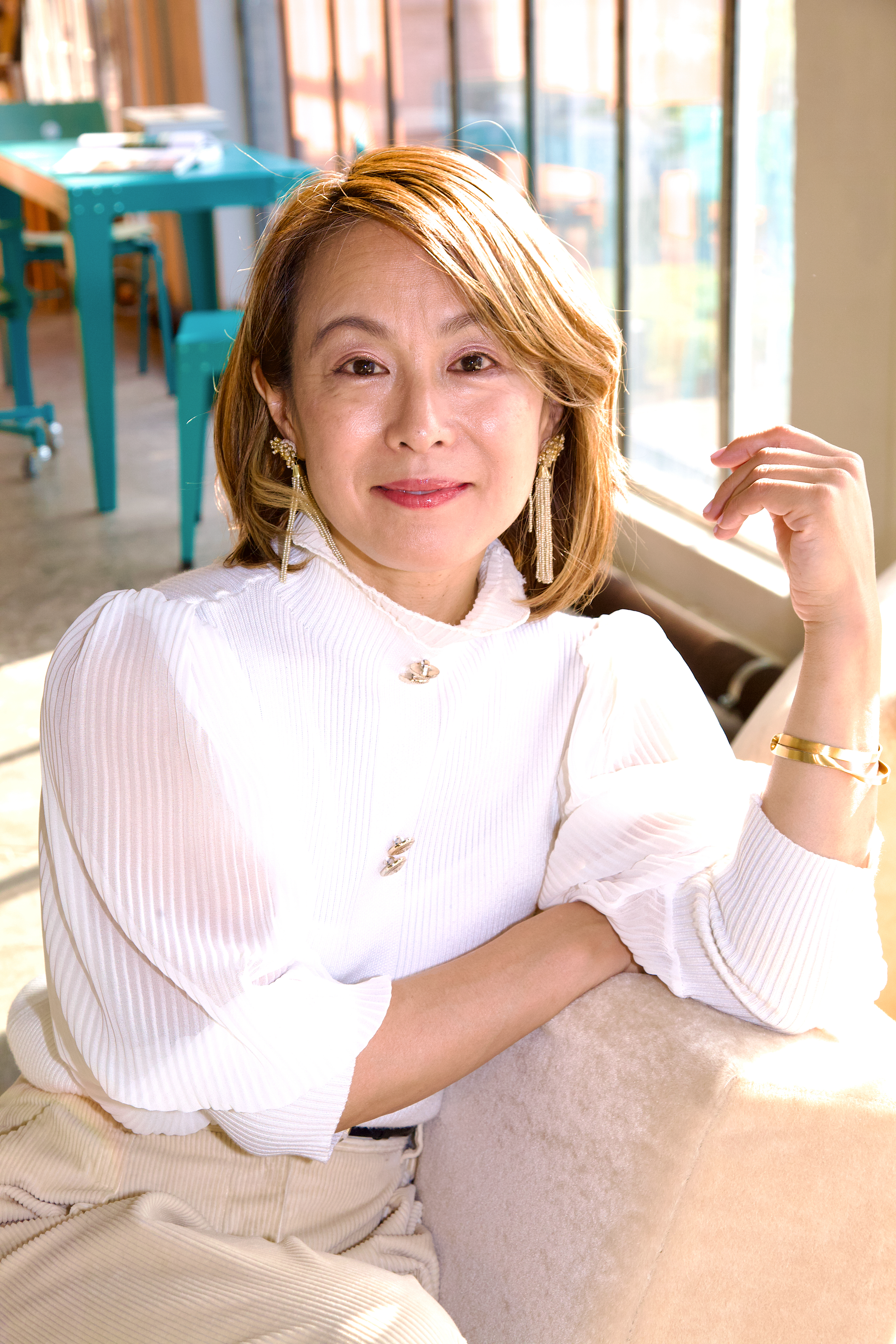
Malika Kishino (2023)

Malika Kishino (jap. 岸野 末利加, Kishino Marika, anhörenⓘ; * 16. Juli 1971 in Sakyō-ku, Kyōto, Japan) ist eine japanische Komponistin.

## Werdegang
Malika Kishino wurde 1971 als Tochter des Vorstehers des Jōdo-shū-buddhistischen Tempels Senshu-ji in Kyōto geboren. Sie studierte zunächst Jura in Kyoto, wo sie 1994 diplomierte. Nach der Übersiedlung nach Paris 1995 begann sie ein Kompositionsstudium bei Yoshihisa Taira an der École Normale de Musique de Paris und schloss 1998 mit dem Diplôma supérieur ab. Von 1999 bis 2003 studierte sie bei Robert Pascal am Conservatoire National Supérieur de Musique et Danse (CNSMD) de Lyon und erhielt 2003 das Diplôme national d’études supérieures Musicales. 2004–05 absolvierte sie einen Jahreskurs am IRCAM Paris für Computermusik. Seit 2006 wohnt sie in Köln am Rhein.
Ihr wurden der Preis des 70. Japan Musik Wettbewerb (2001), der erste Preis des Concours de Groupe de recherche appliquée en musique électroacoustique (GRAME) und des Ensemble Orchestral Contemporain (EOC) in Lyon (2006) zugesprochen. Vielfache Aufführungen bei internationalen Festivals in Europa und Japan, wie dem La semaine de la composition de l’Orchestre National de Lyon, Takefu International New Music Festival (Japan), Music en scéne in Lyon, Festival d’Alicante, Musica Strasbourg, Klangaktionen München, Biennale Music en scéne 2008 des GRAME, Festival Ultima Oslo (2008), Klangwerkstatt Berlin, Festival Piano+ am ZKM Karlsruhe (2008) folgten ebenso wie Aufführungen bei dem Festival Ultraschall Berlin (2009, 2010), Présences, Festival de Création Musicale de Radio France (2008 und 2009). Sie war Stipendiatin des Experimentalstudios Freiburg (2007–09), des ZKM Karlsruhe (2008), der Akademie Schloss Solitude (2008/2009), des Künstlerhof Schreyahn (2011), des Gerard Oshita Fellowship (Djerassi resident artist in Kalifornien/USA, 2011) und erhielt ein Auslandsstipendium der Landesregierung Nordrhein-Westfalen (2010–11).

## Musikalische Charakteristik
Der japanischen Tradition ist sie als allgemeinem kulturellen Hintergrund (wie dem Verhältnis von Aktion und Nicht-Aktion) verpflichtet, aber nicht in Bezugnahme auf japanische Musiktradition – selbst da nicht, wo sie die Koto oder andere japanische Instrumente verwendet.
Ein großer Teil von Kishinos Kompositionen schließt die Verwendung von Elektronischer Musik oder Live-Elektronischer Verfahren ein. Darin ist zum einen eine Erweiterung der instrumentalen Mittel zum Zweck der Klangfarbentransformation (zwischen Elektronik und Akustik) und zum anderen die Suche nach neuen Ausdrucksmitteln zu sehen.
Als ästhetische Leitlinie von Kishinos Kompositionen ist die Erschaffung eines „Klangorganismus“ vorherrschend, der Vorstellung, dass eine Komposition – wie jedes organische Leben – einen Entwicklungsdauer, eine Eigenzeit und eine charakteristische Form (= Leben) hat. Die musikalischen Entwicklungen sind weniger von konstruktiv-systematischen Gesichtspunkten bestimmt, als von den entfesselten musikalischen Kräften, mit ihren jeweils innewohnenden Triebkräften.
Zu den Kennzeichen der Instrumentation Kishinos zählt die Erweiterung des spieltechnischen Repertoires der Instrumente (oft noch ergänzt durch elektro-akustische Mittel) im vielfach abgestuften dynamischen Bereich. Stets (selbst bei solistischer Führung von Einzelinstrumenten) sind alle Instrumente zu einer Entwicklungslinie zusammengebunden.
Nicht selten verwendet Kishino Metaphern und synästhetische Übertragungen aus dem physikalischen, insbesondere optisch-visuellen Bereich – z. B. bezogen auf Licht-Reflexe oder andere optische Phänomene –, die den wahrnehmungsphysiologisch übergreifenden Ansatz der Komponistin unterstreichen.

## Werke

### Vokalmusik
Chor
- Satsuki (Mai) (2000) für gemischten Chor, zwei Trompeten, Posaune und zwei Schlagzeuger. Nach einem Gedicht von Murō Saisei.
- Lo mes d’abrièu s’es en anat (Der April ist vergangen) (2005) für zwölf Frauenstimmen, Kinderchor und elektronische Klänge. Nach einem Volkslied der Ardèche/Frankreich.
- Ichimai-Kishohmon (2011) für gemischten Chor, Stimmen von buddhistischer Priestern, Sho, Hichiriki, 20 Saiten-Koto, Schlagzeug, Streicher Trio. zum 800-jährigen Jubiläum von Hōnen-shohnin.
- Prayer / Inori (2011) für gemischten Chor. Nach einem Gedicht von Rabindranath Tagore.
- Dialogue Invisible (2012) für 9 Frauenstimmen. Nach einem Gedicht von Florence Delay.
- Chant (2015) für Chor und Orchester. Nach einem Gedicht von Rabindranath Tagore.

Vokalmusik
- Battement (Schlag) (2003) für Bariton und Klavier. Nach einem Gedicht von Jacques Roubaud.
- Hila – Hila to… (2009) für Countertenor und sieben Musiker. Nach einem Haiku von Shiki Masaoka.
- Miraiken kara (Aus der Sphäre der Zukunft) (2012) für Noh-Stimme und Altflöte. Nach einem Gedicht von Kenji Miyazawa

### Instrumentalmusik
- Danse automnale de feuilles vermeilles (1997) für Klavier
- Epure (1998–99) für Streichquartett
- Astral (2001) für Flöte, Gitarre, Klavier, Violine und Violoncello
- Du Firmament (2001–02) für Orchester
- Scintillation (2002) für Klavier und Cembalo. Nach vier Haiku von Shiki Masaoka.
- Danse du Zephyre (2002–03) für 17 Musiker
- Epanouissement (2003) für Violoncello
- Epanouissement II (2004) für Flöte und Harfe
- Himmelsleiter (2006) für Altflöte, Bass-Klarinette, Trompete, Klavier, Violine und Violoncello
- Seventeen Steps (2006) für Altflöte, Violine, Bass-Koto und Klavier
- Koi Hanètè… (2006) für Klavier. Nach einem Haiku von Shiki Masaoka.
- Himmelwärts / Vers le ciel (2006) für Flöte, Schlagzeug, Violine, Viola und Violoncello
- Himmelwärts II / Vers Le Ciel II (2007) für Flöte, Schlagzeug und sechzehn Streicher
- Erwachen (2007) für Großbass-Blockflöte, Bass-Koto und Schlagzeug
- Halo (2007) für zwei Klarinetten
- Fluxus ac Refluxus (2008) für Orchester, geteilt in 7 Gruppen
- Erwachen II (2008) für Bassflöte, Bass-Koto und Schlagzeug
- Aqua Vitae II  (2010) für Altflöte, Bassklarinette, Schlagzeug, Violine und Violoncello
- Vague des Passions  (2010) für Marimbaphon und Vibraphon
- Monochromer Garten I (2011) für Akkordeon und Violoncello
- Monochromer Garten II (2011) für Bassklarinette, Baritonsaxophon und Posaune
- Monochromer Garten III (2011) für Pauken
- Monochromer Garten IV (2012) für 30-saitige Koto
- Monochromer Garten V (2012) für Koto
- Concerto pour Koto (2013) für Koto und Orchester
- Zur Tiefe (2013) für Orchester
- Lamento (2013) für zwei Violine. Nach einem Volkslied von Fukushima / Japan
- Himmelsleiter II (2006- rev.2013) für Altflöte, Bassklarinette, Trompete, Harfe, Violine und Violoncello
- Stratus – Altocumulus – Cirrus (2014) für Altflöte, Bassklarinette, Trompete, Harfe, Violine und Violoncello
- Lamento (2014) für Violine und Bratsche. Nach einem Volkslied von Fukushima / Japan
- Monochromer Garten VI (2015) für Bratsche, Vincent Royer gewidmet.
- Chant (2015) für Chor und Orchester. Nach einem Gedicht von Rabindranath Tagore.
- Heliodor (Geschenk der Sonne) (2015) für Posaune und Ensemble
- Monochromer Garten VII (2015) für Blockflöte und Schlagzeug

### Werkzyklus „Monochromer Garten“
- Monochromer Garten I (2011) für Akkordeon und Violoncello
- Monochromer Garten II (2011) für Bassklarinette, Baritonsaxophon und Posaune
- Monochromer Garten III (2011) für Pauken
- Monochromer Garten IV (2012) für 30-saitige Koto
- Monochromer Garten V (2012) für Koto
- Monochromer Garten VI (2015) für Bratsche, Vincent Royer gewidmet
- Monochromer Garten VII (2015) für Blockflöte und Schlagzeug

### Instrumentalmusik mit Elektronik
- Irisation Aquatique (2002) für Bassklarinette, Klavier, Violoncello und elektronische Klänge
- Eclosion (2005) für Harfe und Neunkanal-Live-Elektronik
- Abstentia (2007) für Tänzer und Elektronik
- Lebensfunke (2007) für Große Trommel und Elektronik
- Rayons Crépusculaires (2007–08) für Große Trommel, großes Ensemble in drei Gruppen und Achtkanal-Live-Elektronik
- Aqua vitae (2008) für zwei Klaviere, zwei (Wasser-)Schlagzeuger und Achtkanal-Live-Elektronik
- Qualia (2009) für Bass-Koto und Zehnkanal-Live-Elektronik
- Lebensfunke II (2009) für Große Trommel und Achtkanal-Live-Elektronik